# مارسيلو ماسياس
مارسيلو ماسياس (بالإسبانية: Marcelo Macías) (12 سبتمبر 1975 في الأوروغواي - ) هو لاعب كرة قدم أوروغواني في مركز حراسة المرمى. لعب مع ريال إسبانيا ونادي دانوبيو ونادي راسينغ مونتيفيديو ونادي رينتيستاس وأوروغواي مونتفيدو وPumas UNAH ‏.

## وصلات خارجية
- مارسيلو ماسياس على موقع قاعدة بيانات كرة القدم.إي يو (الإنجليزية)
- مارسيلو ماسياس على موقع Soccerway.com (الإنجليزية)